# KLS Kijów
KLS Kijów (ukr. «Клуб Любителів Спорту» Київ) – ukraiński klub piłkarski z siedzibą w stolicy kraju, mieście Kijów, działający w latach 1907–1921.

## Historia
Chronologia nazw:
- 1907: KLS Kijów (ukr. «КЛС» [Клуб Любителів Спорту] Київ, ros. «КЛС» [Клуб Любителей Спорта] Киев)
- 1921: klub rozwiązano

Piłkarska drużyna KLS zwana również Lubitieli Sporta (rus. «Любители спорта») została założona w Kijowie w 1907 roku. W 1911 Miłośnicy Sportu zostali jednym z założycieli Kijowskiej Ligi Piłki Nożnej.
Klub występował w rozgrywkach mistrzostw Kijów, zdobywając tytuł mistrza w 1913 i 1914. W 1918 zespół po raz ostatni startował w mistrzostwach miasta, które zostały przerwane po rundzie wiosennej. W 1921 klub został rozwiązany.

## Sukcesy
- mistrz Kijowa (2): 1913, 1914.